# Salvia uliginosa
Salvia uliginosa là một loài thực vật có hoa trong họ Hoa môi. Loài này được Benth. miêu tả khoa học đầu tiên năm 1833.

## Hình ảnh

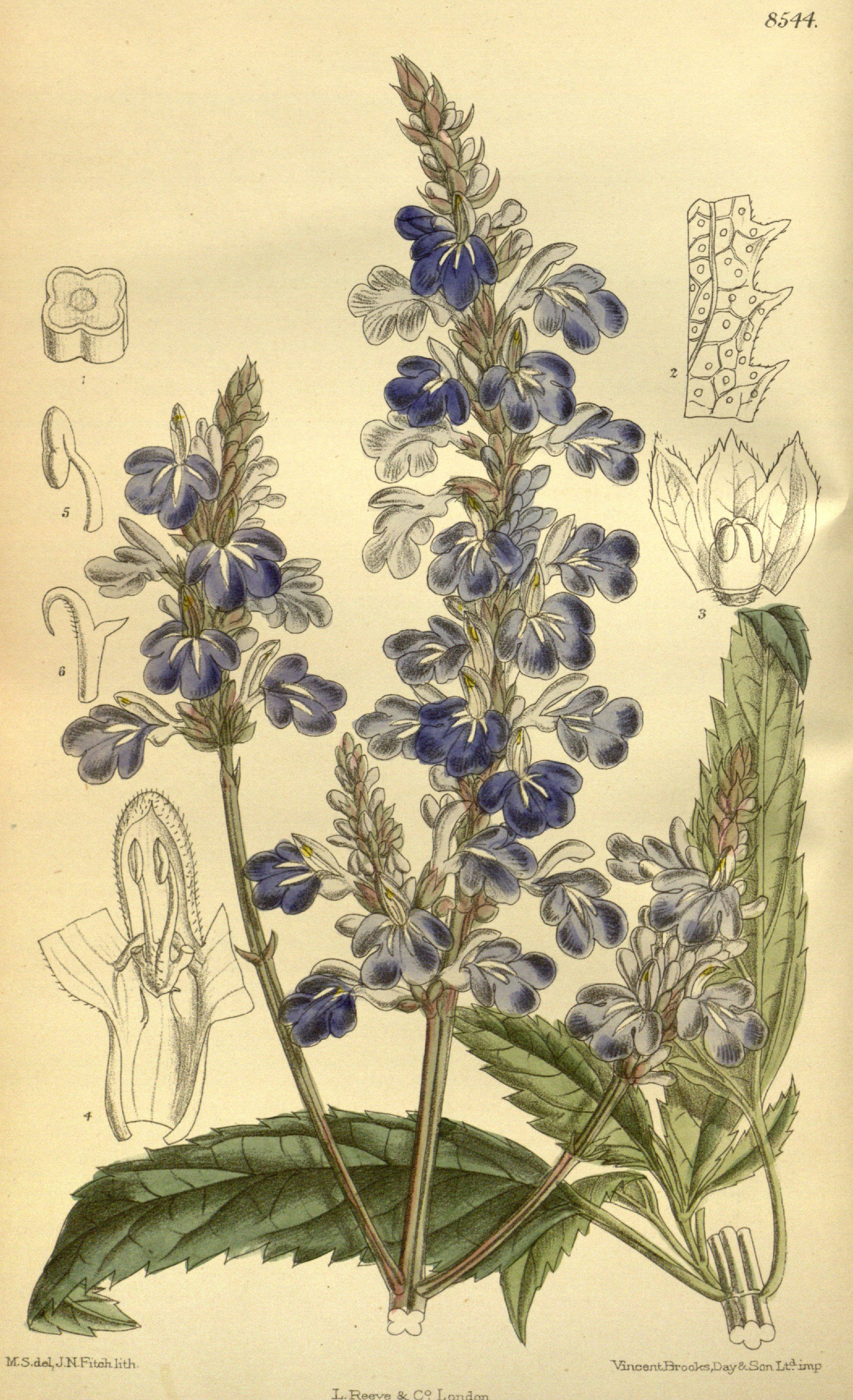